# オークランド郡 (ミシガン州)

ミシガン州内の位置

オークランド郡（Oakland County）は、アメリカ合衆国ミシガン州に属する郡である。人口は127万4395人（2020年）で、州内第2位である。郡庁所在地はポンティアックである。デトロイト都市圏に含まれる。

## 地理
アメリカ合衆国統計局によると、この郡は総面積2,352km2（908mi2）である。このうち2,260km2（873mi2）が陸地、92 km2（35mi2）が水域で、総面積の3.91%が水域となっている。

### 隣接する郡
- マコーム郡  (東)
- リビングストーン郡  (西)
- ウェイン郡  (南東)
- ウォッシュトノー郡  (南西)
- ラピーア郡  (北東)
- ジェネシー郡  (北西)

## 人口動静
2000年国勢調査で、この郡は人口1,194,156人、471,115世帯、及び315,175家族が暮らしている。人口密度は528/km2 (1,369/mi2) である。218/km2 (564/mi2) の平均的な密度に492,006軒の住宅が建っている。この郡の人種的な構成は白人82.75%、アフリカン・アメリカン10.11%、ネイティブ・アメリカン0.27%、アジア4.14%、太平洋諸島系0.02%、その他の人種0.84%、および混血1.86%である。ここの人口の2.43%はヒスパニックまたはラテン系である。
郡内の人口は25.20%が18歳未満の未成年、18歳以上24歳以下が7.20%、25歳以上44歳以下が32.40%、45歳以上64歳以下が23.90%、および65歳以上が11.30%にわたっている。中央値年齢は37歳である。女性100人ごとに対して男性は95.90人である。18歳以上の女性100人ごとに対して男性は92.70人である。
この郡の世帯ごとの平均的な収入は67,400 USドルであり、家族ごとの平均的な収入は75,284 USドルである。男性は54,358 USドルに対して女性は32,073 USドルの平均的な収入がある。この郡の1人当たりの収入 (per capita income) は28,069 USドルである。人口の5.50%及び家族の3.80%は貧困線以下である。全人口のうち18歳未満の6.50%及び65歳以上の6.50%は貧困線以下の生活を送っている。

## 基礎自治体

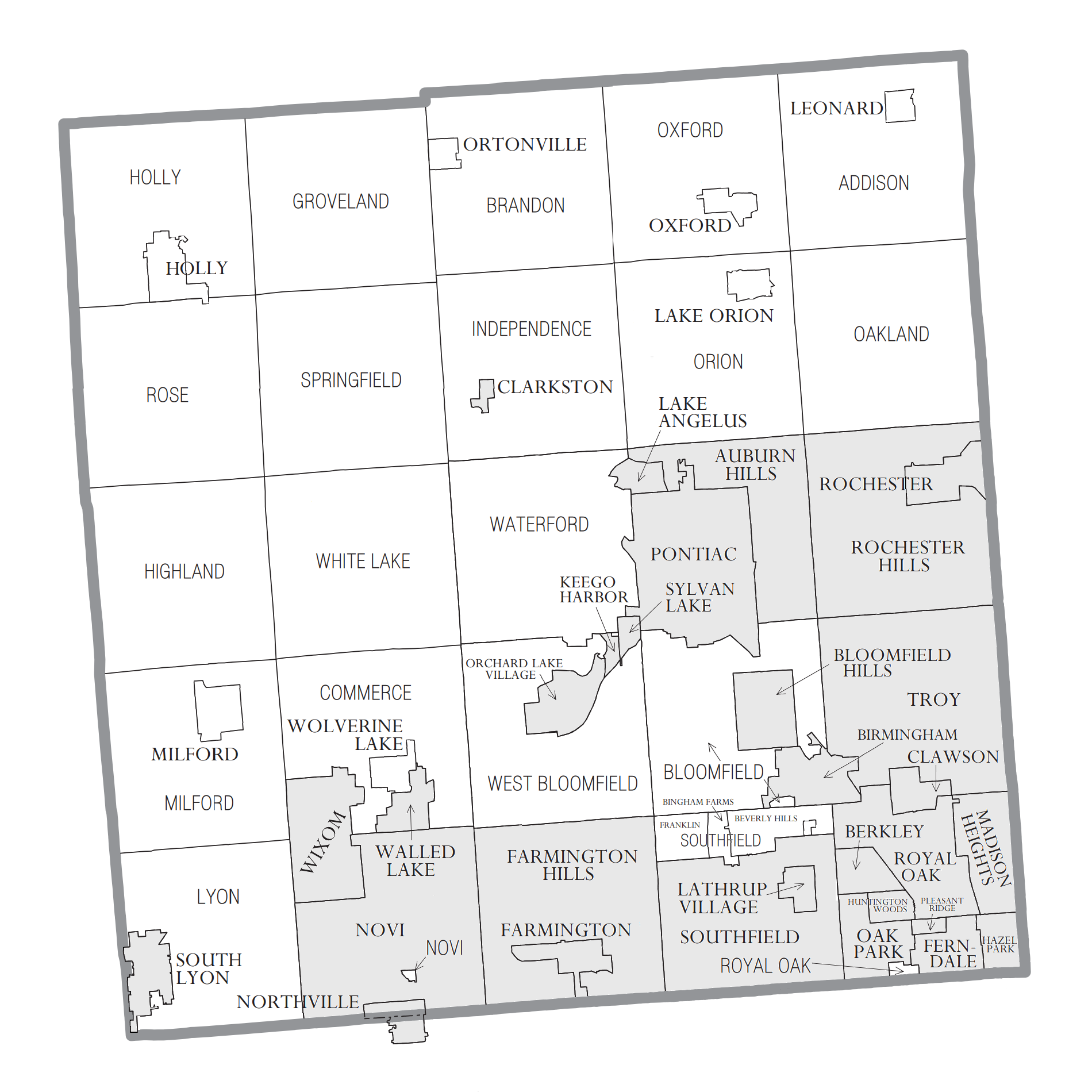
オークランド郡図

### 都市
| - トロイ - ファーミントンヒルズ - サウスフィールド - ロチェスターヒルズ - ノバイ - ポンティアック（郡庁所在地） - ロイヤルオーク - オーバーンヒルズ - ロチェスター - サウスライオン - オークパーク (Oak Park) - マディソンハイツ (Madison Heights) - バーミングハム - ファーンデール (Ferndale) - バークレー (Berkley) | - ブルームフィールドヒルズ - クラークストン (Clarkston) - クローソン (Clawson) - ファーミントン (Farmington) - ヘイゼルパーク (Hazel Park) - レイスラップビレッジ (Lathrup Village) - オーチャードレイクビレッジ (Orchard Lake Village) - ウォールドレイク (Walled Lake) - ウィクソム (Wixom) - Huntington Woods - Keego Harbor - Lake Angelus - Pleasant Ridge - Sylvan Lake |

### 村
- フランクリン (Franklin)
- レイクオリオン (Lake Orion)
- レオナード (Leonard)
- オートンビル (Ortonville)
- オックスフォード (Oxford)
- Beverly Hills
- Bingham Farms
- Holly
- Milford
- Wolverine Lake

### 郡区
| - アディソン郡区 - ブルームフィールド郡区 - ブランドン郡区 - コマース郡区 - グローヴランド郡区 - ハイランド郡区 - ホーリー郡区 - インディペンデンス郡区 - ライオン郡区 - ミルフォード郡区 - ノヴァイ郡区 | - オークランド郡区 - オリオン郡区 - オックスフォード郡区 - ローズ郡区 - ロイヤルオーク郡区 - サウスフィールド郡区 - スプリングフィールド郡区 - ウォーターフォード郡区 - ウェスト・ブルームフィールド郡区 - ホワイトレイク郡区 |